# 궈판 (영화 감독)
궈판(중국어: 郭帆, 병음: Guō Fān, 한자음: 곽범, 1980년 12월 15일 ~ )은 중국의 영화 감독이다. 산둥성 지닝시 출신으로, 류츠신 소설 원작의 SF 블록버스터 영화 《유랑지구》의 감독이다.

## 연출 작품 목록
| 연도 | 제목           | 원제         | 비고        |
| ---- | -------------- | ------------ | ----------- |
| 2011 | 로스트 인 타임 | 李献计历险记 | 감독 데뷔작 |
| 2014 | 동탁적니       | 同桌的你     |             |
| 2019 | 유랑지구       | 流浪地球     |             |